# Doğancalı, Pazar
Doğancalı là một xã thuộc huyện Pazar, tỉnh Tokat, Thổ Nhĩ Kỳ. Dân số thời điểm năm 2011 là 145 người.